# Котюжанська волость
Котюжанська волость — історична адміністративно-територіальна одиниця Могилівського повіту Подільської губернії з центром у селі Котюжани.
Станом на 1885 рік складалася з 15 поселень, 8 сільських громад. Населення — 8799 осіб (4284 чоловічої статі та 4515 — жіночої), 1208 дворових господарства.
|                     | Площа, десятин | У тому числі орної, дес. |
| ------------------- | -------------- | ------------------------ |
| Сільських громад    | 7115           | 5422                     |
| Приватної власності | 7467           | 5113                     |
| Іншої власності     | 337            | 251                      |
| Загалом             | 14919          | 10786                    |

Поселення волості:
- Котюжани — колишнє власницьке село при річці Лядова, 1478 осіб, 229 дворів, млин.
- Вінож — колишнє власницьке село при річці Лядова, 982 особи, 116 дворів, православна церква, католицька каплиця, постоялий будинок, водяний млин.
- Вищий Ольчедаїв — колишнє власницьке село при річці Лядова, 1638 осіб, 237 дворів, православна церква, постоялий будинок, 3 водяних млини.
- Котюжанські Біляни — колишнє власницьке село при річці Караєць, 478 осіб, 66 дворів, православна церква, постоялий двір, постоялий будинок, водяний млин.
- Курашівці — колишнє власницьке село при річці Жван, 1130 осіб, 181 двір, православна церква, постоялий двір, постоялий будинок, 3 водяних млини.
- Попелюхи — колишнє власницьке село, 711 осіб, 115 дворів, православна церква, постоялий двір, постоялий будинок, водяний млин.
- Посухів — колишнє власницьке село при річці Жван, 696 осіб, 102 двори, православна церква, постоялий двір, постоялий будинок, 2 водяних млини.
- Морозівка — колишнє власницьке село при річці Караєць, 1020 осіб, 112 дворів, православна церква, католицька каплиця, школа, постоялий двір, постоялий будинок, 2 водяних млини.